# Mimostedes ugandicola
Mimostedes ugandicola là một loài bọ cánh cứng trong họ Cerambycidae.